# Coleophora millefoliella
Coleophora millefoliella é uma espécie de mariposa do gênero Coleophora pertencente à família Coleophoridae.